# Julian Pye Bliss
Julian Pye Bliss (Chicago, 29 de maig de 1872 - Ídem, 6 de juliol de 1946) fou un ciclista estatunidenc, especialista en el ciclisme en pista. Va guanyar dues medalles als primers Campionats del Món en pista celebrats al 1893.